# St. Michael (Aachen)

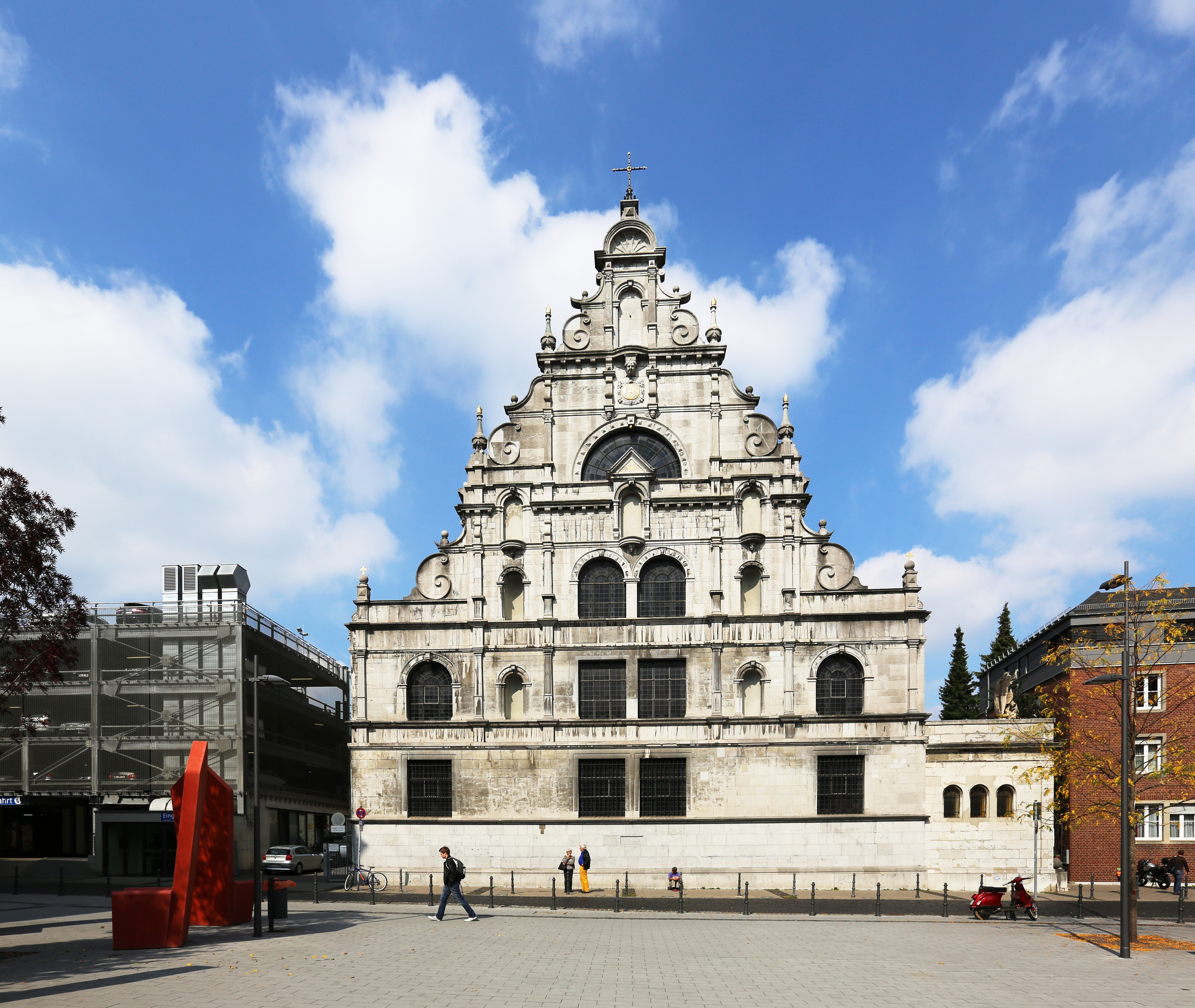
Kirche des Erzengels Michael und des Heiligen Dimitrios,
Jesuitenstraße 6

St. Michael (offizieller Name: Kirche des Erzengels Michael – St. Dimitrios (Ναός Αρχαγγέλου Μιχαήλ - Αγίου Δημητρίου)) ist eine ehemals römisch-katholische und heute griechisch-orthodoxe Kirche in Aachen. Sie wurde 1628 als Klosterkirche der 1601 neu eingerichteten Jesuiten-Kommunität Aachen in der heutigen Jesuitenstraße erbaut, wurde 1804 eine katholische Pfarrkirche, und ist heute die Kirche der Aachener Gemeinde Agios Dimitrios der Griechisch-orthodoxen Metropolie von Deutschland.

## Geschichte
1579 kamen zwei Jesuiten nach Aachen, die in der Anna-Kapelle im benachbarten Aachener Dom Gottesdienste abhielten. Sie verließen die Stadt jedoch 1581. Im Jahr 1600 wurden im Rahmen der Gegenreformation auf Ratsbeschluss hin erneut Jesuiten angeworben, die der Einladung umgehend folgten und sich in Aachen dauerhaft niederließen. Sie gründeten die Jesuiten-Kommunität Aachen und hielten wieder Gottesdienste ab, diesmal in der Karlskapelle des Aachener Doms. Im Jahr 1607 erhielt der Jesuitenorden die Genehmigung, im Erdgeschoss eines Privathauses in der damaligen Scherpstraße und heutigen Annastraße ihre erste eigene Kapelle einzurichten, die 1608 vom Lütticher Weihbischof Andreas Stregnart dem Erzengel Michael geweiht wurde. Nachdem dem Orden immer mehr Strafgelder von den mit der Reichsacht vertriebenen Protestanten zugeteilt worden waren, war er ab 1617 in der Lage, eine neue und größere Kirche zu planen und zu verwirklichen. Am 28. Mai 1618 wurde durch den Bürgermeister Albrecht Schrick im Bereich der damaligen Gängstraße und heutigen Jesuitenstraße, die schon in römischer Zeit existierte und die die Via principalis eines Militärlagers war, der Grundstein dieser Kirche gelegt und mit dem Bau begonnen. Am 6. August 1628 wurde die fertiggestellte Kirche vom päpstlichen Nuntius in Köln, Pier Luigi Carafa, geweiht. Kurz danach wurde der Kirche ein bronzener Karlsleuchter gestiftet. Der im Januar 1670 in Aachen verstorbene Agostino Franciotti (Nuntius 1656–1670) wurde in der Kirche bestattet. Die Jesuiten nahmen eine tragende Rolle im Bildungswesen ein und ermöglichten ab 1715 einen vollständigen theologischen Studiengang.

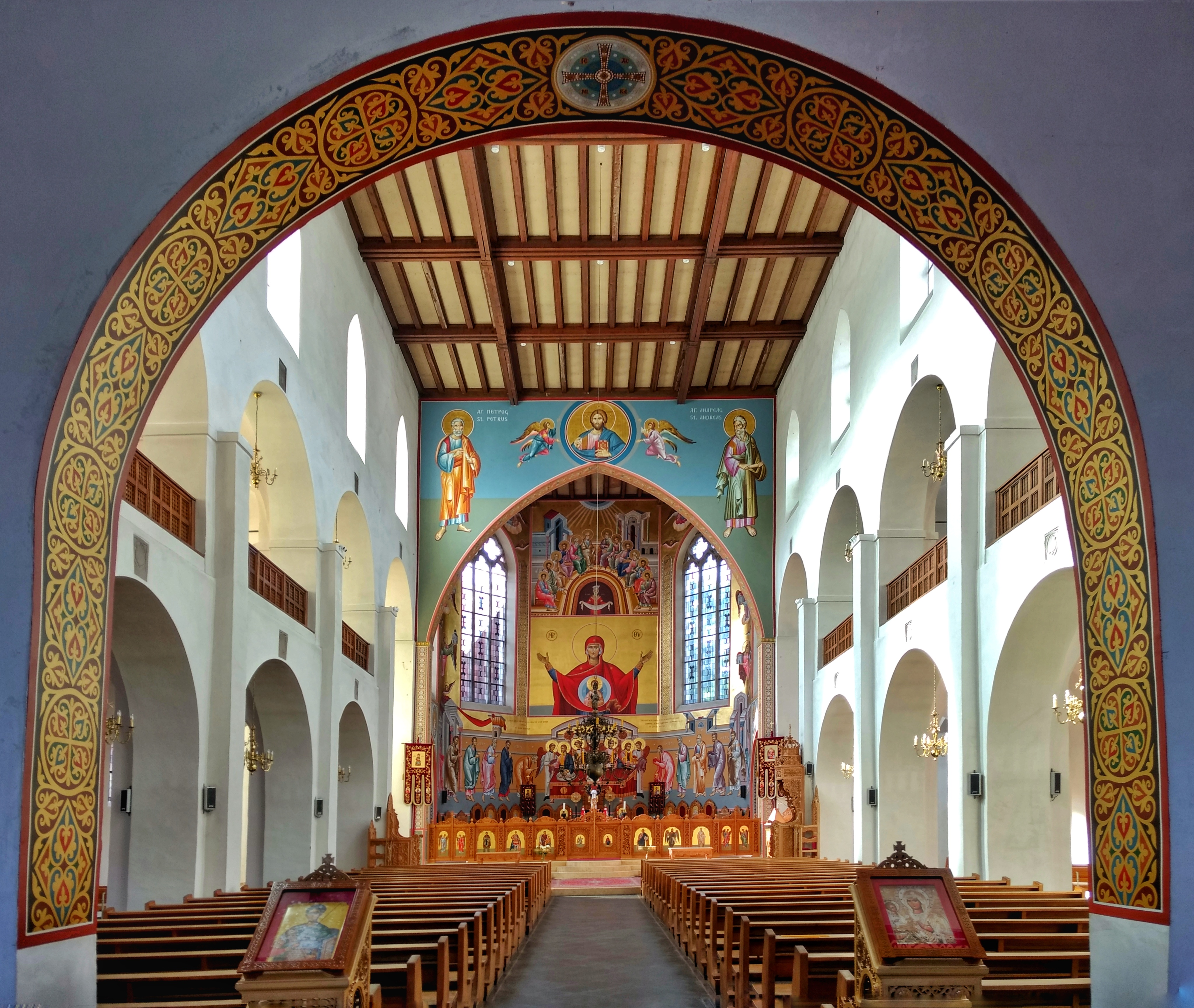
Ausstattung der gr.-orth. Gemeinde
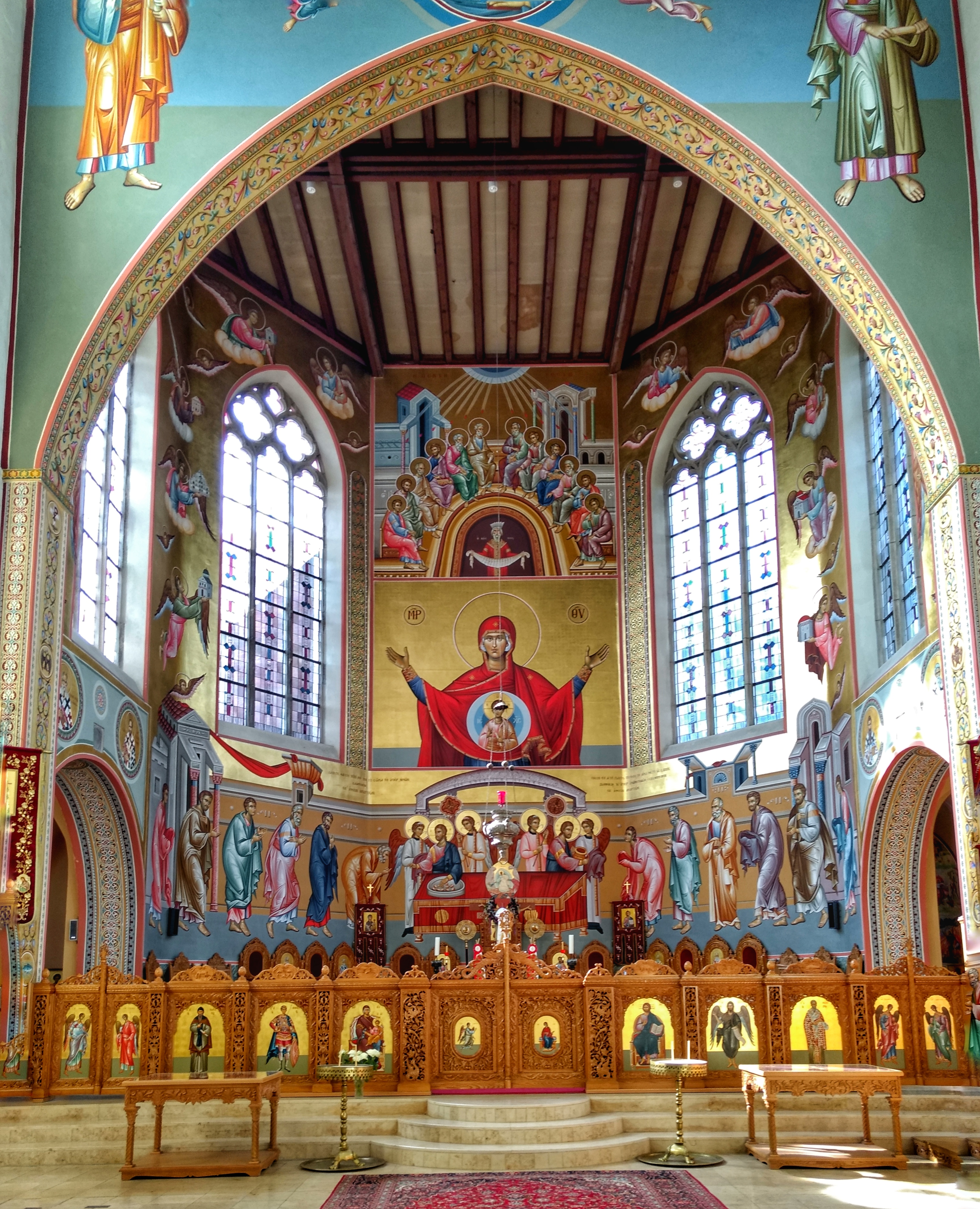
Altarraum

Mit der Aufhebung des Jesuitenordens im September 1773 wurde die Kirche geschlossen und während der Franzosenzeit in ein Getreidemagazin umgewandelt. 1804 wurde St. Michael als Pfarrkirche genutzt und erhielt dazu als Geschenk die Seitenaltäre aus der Kapelle des ebenfalls säkularisierten Weißfrauenklosters Aachen.
1943 wurde die Kirche durch zwei Bombentreffer schwer beschädigt. Im Juli 1943 zerstörte eine Brandbombe den Turm und das Dachgewölbe, im November 1943 eine Sprengbombe Teile der Ostmauer. Bei der Befreiung Aachens 1944 wurde die Westmauer durch Granatsplitter beschädigt.
Zur Heiligtumsfahrt 1951 wurde St. Michael als Stationskirche genutzt und wieder instand gesetzt. Im Rahmen dieser Arbeiten wurde hinter dem Altar von Maria Katzgrau ein monomentales Graffito des heiligen Michaels geschaffen, das bei der Neugestaltung nach 1987 verloren ging.
1987 wurde die Kirche von der 1962 gegründeten griechischen Gemeinde St. Dimitrios (Ἐνορία Ἁγίου Δημητρίου) erworben. Neben orthodoxen Gottesdiensten werden in ihr auch ökumenische Gottesdienste gehalten.
Den katholischen Bischof Klaus Hemmerle verband eine innige Freundschaft mit der Aachener griechisch-orthodoxen Gemeinde, noch eine Woche vor seinem Tod 1994 besuchte er, gesundheitlich schwer angeschlagen, die Kirche St. Michael zum Gottesdienst, wo sein Freund Evmenios Tamiolakis zum Vikarbischof der Griechisch-Orthodoxen Metropolie von Deutschland geweiht wurde.

### Konzerte
In jüngster Zeit erfreut sich der Kirchenraum aufgrund seiner angenehmen Akustik zunehmender Beliebtheit bei den Aachener Chören und Orchestern. Unter anderem traten schon folgende Ensembles in der Kirche St. Michael auf:
- Aachener Bachverein
- Cappella Aquensis
- Collegium Musicum der RWTH Aachen
- Junges Symphonieorchester Aachen

## Bauwerk

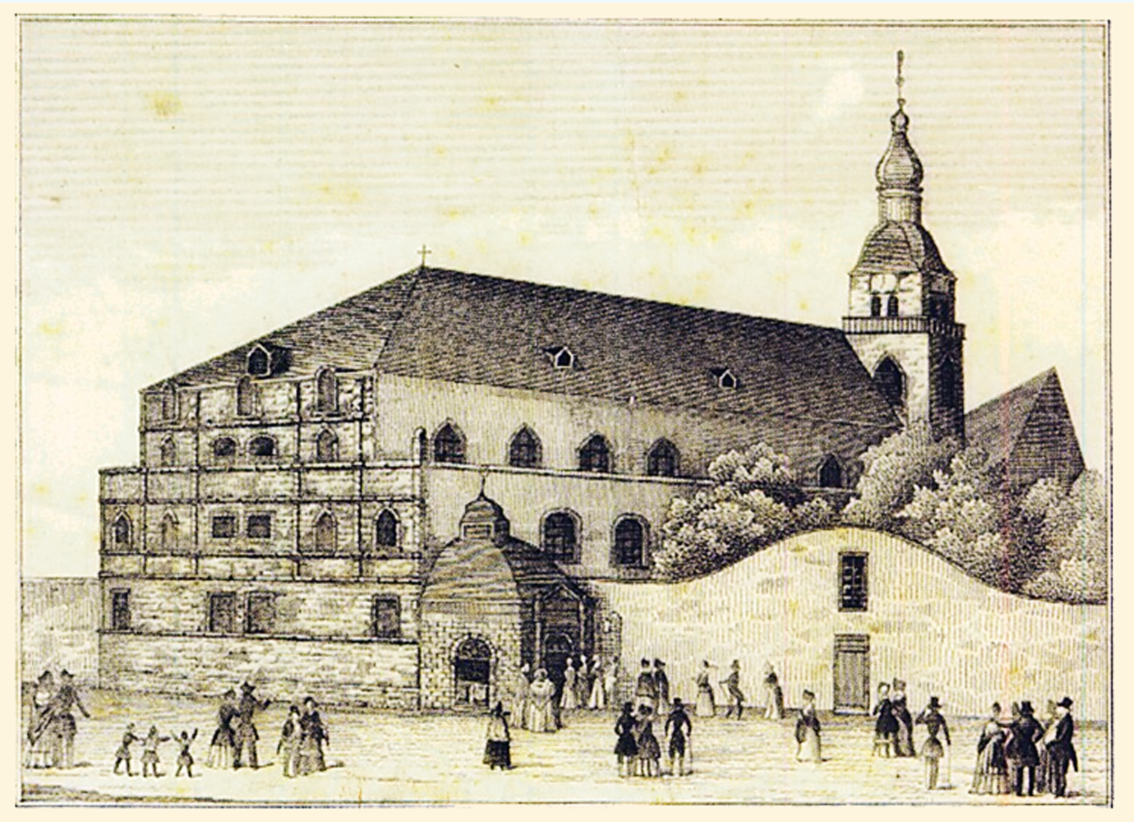
Die Kirche mit der noch unvollendeten Fassade. Lithographie aus der Mitte des 19. Jahrhunderts

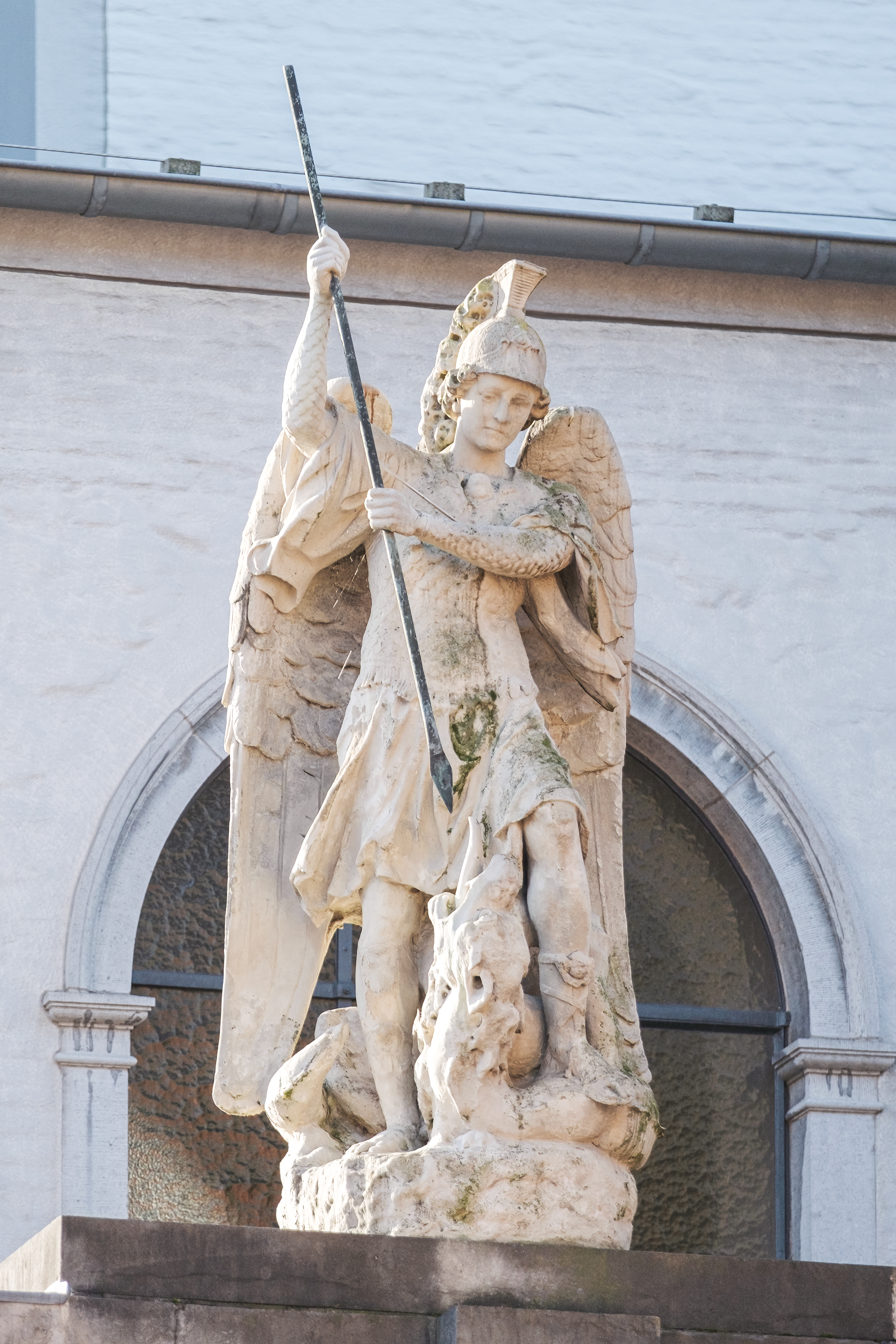
Darstellung des namensstiftenden Erzengels Michael, oberhalb des Haupteingangs

St. Michael ist eines der bedeutenden Bauwerke der Jesuiten und deren Kollegium in Aachen, zu denen die Kapelle in der Annastraße sowie Schulbauten und Kollegtrakte zählen.
Die dreischiffige Emporenbasilika in sieben Jochen mit '/8-Chorschluss wurde zwischen 1617 und 1628 errichtet, der Turm erst nach dem Stadtbrand von Aachen im Jahr 1656 zwischen 1658 und 1668. Dieser ist nach Nordwesten ausgerichtet und befindet sich an der Stirnseite des Chors. Das Gebäude wird stilistisch dem rheinischen Manierismus zugerechnet. Aufgrund vieler Parallelen des Entwurfs und der Ausführung sowohl mit der Jesuitenkirche in Molsheim als auch mit St. Mariä Himmelfahrt in Köln rechnet Karl Faymonville den Bau dem Barockarchitekten Christoph Wamser zu, Abweichungen im Grundriss sind als möglichen Beginn vor Konsultation des Baumeisters zu interpretieren.
Unterhalb des Westschiffes befindet sich ein Totenkeller, in dem die Jesuiten einen Teil ihrer Toten bestatteten. Dieser Totenkeller kann über den jetzigen Heizungskeller betreten werden.
Der Chor ist durch Stufen erhöht, hat jedoch die gleiche Höhe wie das Mittelschiff und wird von diesem durch einen Bogen getrennt. Chor und Hauptschiff weisen keinen Zusammenhang mit der Gotik mehr auf, und das Netzgewölbe ähnelt mehr einem Tonnengewölbe, das Rudolf Otten als weiträumig bezeichnet.
Die vertikal gegliederte Fassade des Renaissance-Baus blieb jedoch unvollendet. Eine Inschrift lautet: PIETATIS ET STUDIORUM OFFICINA (Werkstatt der Frömmigkeit und der Studien) und wird von Hermann Krüssel als mögliche Inspiration für das Wirken des neulateinischen Schriftstellers Johann Gerhard Joseph von Asten gesehen.
Erst 1891/1892 wurde vom Münsterbaumeister Peter Friedrich Peters die Fassade aus Aachener Blaustein aufwendig ergänzt und vollendet. Aufgrund des chronologischen Bruchs ist diese bei strenger Auslegung daher der Neo-Renaissance des Historismus zuzuordnen. In den Nischen befanden sich einst acht kleine Statuen aus dem Baujahr der neuen Fassade, von denen drei sich bis zum Jahr 2015 im Besitz des Bistums Aachen befanden und anschließend für Restaurierungs- und Konservierungsarbeiten in die TH Köln gebracht wurden. Dabei handelt es sich um die Figuren des Ignatius von Loyola, des Gründers des Jesuitenordens, des Franz Xaver und des Aloisius von Gonzaga, alles heiliggesprochene Jesuiten. Die restlichen Figuren gingen verloren und die nun leeren Nischen werden heute illuminiert.
Im Zweiten Weltkrieg wurde das Gebäude schwer beschädigt, der Wiederaufbau mit vereinfachtem Dach fand bis 1951 statt.

### Kirchenmalereien
Die griechisch-orthodoxe Gemeinde entschied sich zu einer Ausmalung der Kirche, die etappenweise stattfindet. Fertiggestellt wurden 1997 die Bilder „Pfingsten“, „Maria“ und „Die göttliche Liturgie“ (1997). Ebenso wurden eine Ikonostase und ein Bischofsstuhl aufgestellt. 2002 wurde die zweite Etappe fertiggestellt. Die Motive der Kirchenmalereien sind ökumenisch, beispielsweise der Hl. Petrus stellvertretend für die Kirche des Westens und der Hl. Andreas stellvertretend für die Kirche des Ostens. Der Kirchenmaler Christophanis Voutsinas hat einige orthodoxe Kirchen in verschiedenen Ländern ausgemalt und lebt in Aachen. Er ist auch Leiter des Kirchenchors.

### Bauliches Umfeld

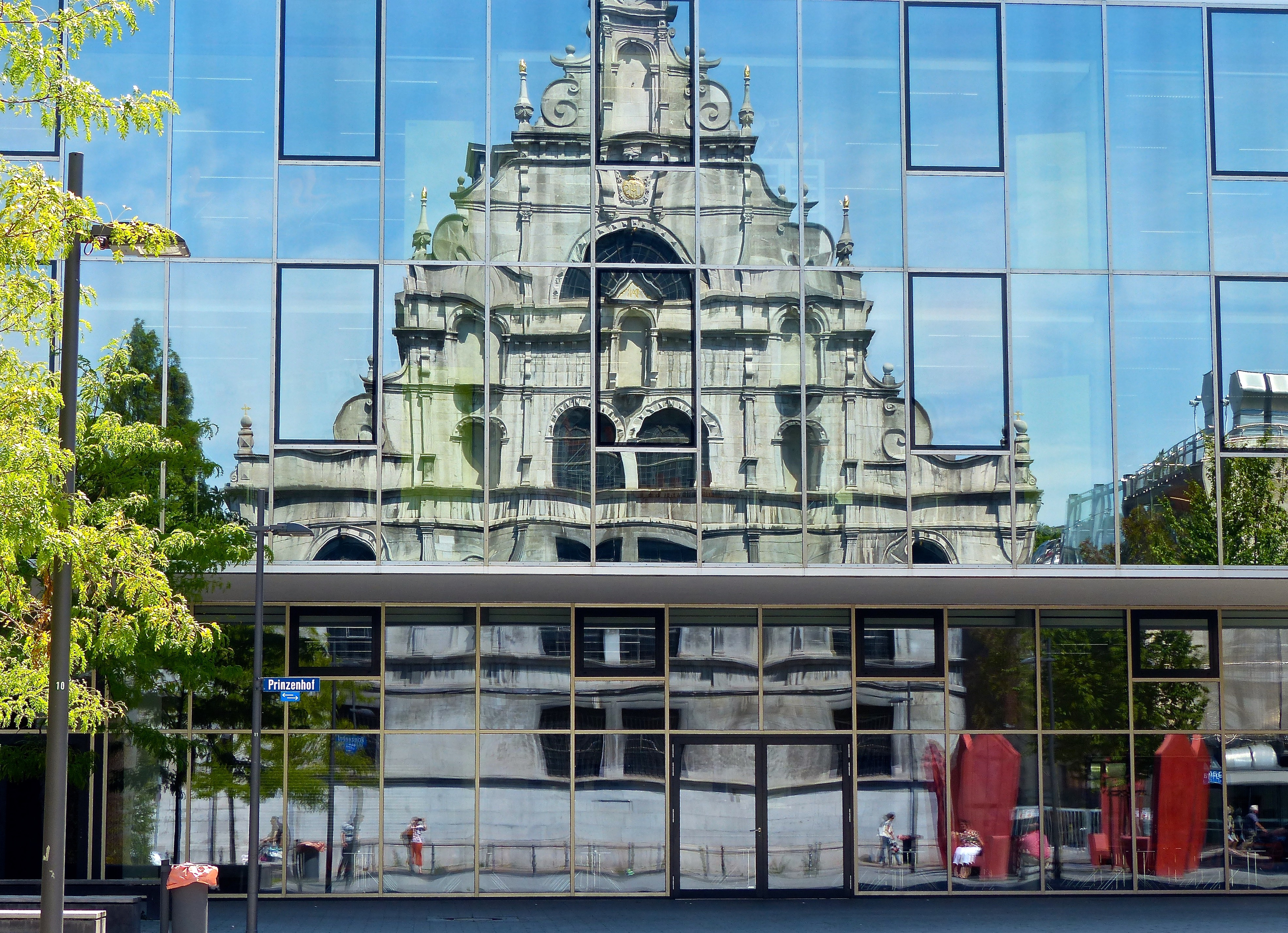
Spiegelung der Kirche in der Fassade des gegenüberliegenden Gymnasiums

Gestört wird das Umfeld des Gotteshauses durch die Zufahrt zu einem Parkhaus. Mit verschiedenen städtebaulichen Mitteln versucht man diesem entgegenzuwirken.
2004 wurde der Platz vor der Kirche umgebaut, die Gestaltung und die Materialien weisen seitdem einen Bezug zum Bauwerk auf.
Der gegenüber liegende Erweiterungsbau für das St. Leonhard Gymnasium (erweitert 2009–2011) wurde auf die Kirchenachse ausgerichtet und verspiegelt, somit ist auch in diesem die Fassade sichtbar.